# Los Angeles Film Critics Association Awards 1987
La 13ª edizione dei Los Angeles Film Critics Association Awards si è tenuta il 21 gennaio 1988, per onorare il lavoro nel mondo del cinema per l'anno 1987.

## Premi
Miglior film
- Anni '40 (Hope and Glory), regia di John Boorman
  - 2º classificato: L'ultimo imperatore (The Last Emperor), regia di Bernardo Bertolucci

Miglior attore
- Jack Nicholson - Ironweed e Le streghe di Eastwick (The Witches of Eastwick)
- Steve Martin - Roxanne

Miglior attrice
- Holly Hunter - Dentro la notizia - Broadcast News (Broadcast News)
- Sally Kirkland - Anna

Miglior regista
- John Boorman - Anni '40 (Hope and Glory)
  - 2º classificato: James L. Brooks - Dentro la notizia - Broadcast News (Broadcast News)

Miglior attore non protagonista
- Morgan Freeman - Street Smart - Per le strade di New York (Street Smart)
  - 2º classificato: Sean Connery - The Untouchables - Gli intoccabili (The Untouchables)

Miglior attrice non protagonista
- Olympia Dukakis - Stregata dalla luna (Moonstruck)
  - 2º classificato: Vanessa Redgrave - Prick Up - l'importanza di essere Joe (Prick Up Your Ears)

Miglior sceneggiatura
- John Boorman - Anni '40 (Hope and Glory)
  - 2º classificato: John Patrick Shanley - Stregata dalla luna (Moonstruck)

Miglior fotografia
- Vittorio Storaro - L'ultimo imperatore (The Last Emperor)
  - 2º classificato: Philippe Rousselot - Anni '40 (Hope and Glory)

Miglior colonna sonora
- David Byrne, Ryūichi Sakamoto e Cong Su - L'ultimo imperatore (The Last Emperor)
  - 2º classificato: John Williams - Le streghe di Eastwick (The Witches of Eastwick)

Miglior film in lingua straniera
- Arrivederci ragazzi (Au revoir les enfants), regia di Louis Malle  ·   Germania Ovest/ Francia
  - 2º classificato: La mia vita a quattro zampe (Mitt liv som hund), regia di Lasse Hallström  ·   Svezia

Miglior film sperimentale/indipendente
- Gus Van Sant - Mala Noche

New Generation Award
- Pedro Almodóvar - La legge del desiderio (La ley del deseo)

Career Achievement Award
- Samuel Fuller
- Joel McCrea